# Michail Petrovitj Dolgorukov

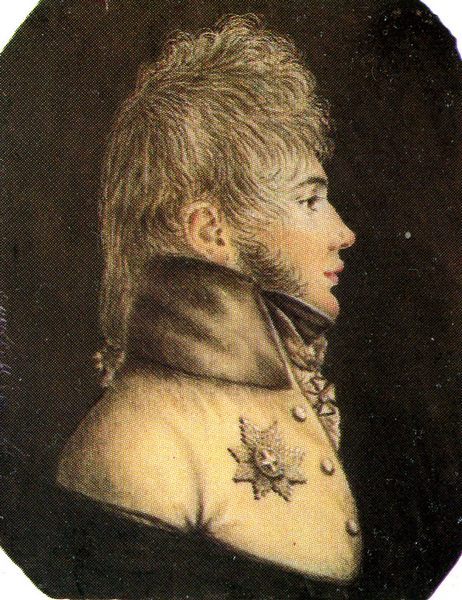
Michail Petrovitj Dolgorukov.

Michail Petrovitj Dolgorukov, född 1780, död den 27 oktober 1808, var en rysk furste och militär.
Dolgorukov, som var generaladjutant, stupade i slaget vid Virta bro som chef för ryska avantgardet.